# Sericanthe
Sericanthe es un género con 17 especies de plantas con flores perteneciente a la familia Rubiaceae.

## Especies seleccionadas
- Sericanthe adamii
- Sericanthe andongensis
- Sericanthe auriculata
- Sericanthe burundensis
- Sericanthe chevalieri
- Sericanthe halleana